# Robert Sara
Robert Sara (Oberlainsitz, 9 de juny de 1946) és un futbolista retirat austríac de la dècada de 1970.
El seu germà petit, Josef, també fou un destacat futbolista.
Sara esdevingué una llegenda del club Austria Wien, després de romandre-hi 20 temporades i guanyar 8 lligues i 6 copes. L'any 2001 fou escollit dins l'onze del segle XX del club.
També jugà amb la selecció. Debutà l'octubre de 1965 davant Anglaterra, i participà en la Copa del Món de 1978. Fou capità de la selecció. Una passada seva a Hans Krankl significà el gol de la victòria per 3 a 2 en un partit enfront Alemanya Occidental que fou conegut com "El miracle de Córdoba", ja que fou la primera victòria de la selecció d'Àustria sobre l'alemanya en els darrers 47 anys.
En total fou 55 cops internacional amb la selecció. El darrer partit internacional fou el maig de 1980 davant Argentina.

## Palmarès
- Lliga austríaca de futbol (8):
  - 1969, 1970, 1976, 1978, 1979, 1980, 1981, 1984
- Copa austríaca de futbol (6):
  - 1967, 1971, 1974, 1977, 1980, 1982